# Rubus naruhashii
Rubus naruhashii är en rosväxtart som beskrevs av Y.Sun och Boufford. Rubus naruhashii ingår i släktet rubusar, och familjen rosväxter. Inga underarter finns listade i Catalogue of Life.